# Masaaki Murakami
Masaaki Murakami (村上 昌謙 Murakami Masaaki?, Shiga, 7 de agosto de 1992) es un futbolista japonés que juega como guardameta en el Avispa Fukuoka.

## Trayectoria

### Clubes
| Club                    | País  | Año       |
| ----------------------- | ----- | --------- |
| Renofa Yamaguchi F. C.  | Japón | 2015-2019 |
| Mito HollyHock (cedido) | Japón | 2019      |
| Avispa Fukuoka          | Japón | 2020-     |

## Palmarés

### Títulos nacionales
| Título         | Club           | País  | Año  |
| -------------- | -------------- | ----- | ---- |
| Copa J. League | Avispa Fukuoka | Japón | 2023 |